# Persone di nome Milton
| Questa pagina contiene informazioni ricavate automaticamente dalle voci biografiche con l'ausilio del template Bio e di un bot. L'aggiornamento è periodico e automatico e ricostruisce completamente la pagina. Se manca una persona in questa lista, sei pregato di non aggiungerla, ma accertati piuttosto che la sua voce biografica contenga il template Bio e che i dati anagrafici siano correttamente compilati. Se il template Bio manca, inseriscilo tu stesso o, in alternativa, metti l'avviso {{tmp\|Bio}} che ne segnala la mancanza. Se i dati riportati sono sbagliati, correggi direttamente la voce biografica; le modifiche saranno visibili in questa lista entro pochi giorni. Per chiarimenti vedi il progetto antroponimi. La lista contiene solo le 99 persone che sono citate nell'enciclopedia e per le quali è stato implementato correttamente il template Bio. Pagina aggiornata al 16 ott 2024. |

Questa è una lista di persone presenti nell'enciclopedia che hanno il prenome Milton, suddivise per attività principale.

## Allenatori di calcio(2)
- Milton Mendes, allenatore di calcio e ex calciatore brasiliano (Criciúma, n. 1965)
- Tita, allenatore di calcio e ex calciatore brasiliano (Rio de Janeiro, n. 1958)

## Animatori(1)
- Milt Kahl, animatore statunitense (San Francisco, n. 1909 - Mill Valley, † 1987)

## Artisti(1)
- Robert Rauschenberg, artista e pittore statunitense (Port Arthur, n. 1925 - Captiva Island, † 2008)

## Astronomi(1)
- Milton Lasell Humason, astronomo statunitense (Dodge Center, n. 1891 - Mendocino, † 1972)

## Attori(9)
- Luke Askew, attore statunitense (Macon, n. 1932 - Lake Oswego, † 2012)
- French Stewart, attore e comico statunitense (Albuquerque, n. 1964)
- Milton Frome, attore statunitense (Filadelfia, n. 1909 - Woodland Hills, † 1989)
- Milton Gonçalves, attore, drammaturgo e regista televisivo brasiliano (Monte Santo de Minas, n. 1933 - Rio de Janeiro, † 2022)
- Lil Rel Howery, attore e comico statunitense (Chicago, n. 1979)
- Milton Kibbee, attore statunitense (Santa Fe, n. 1896 - Simi Valley, † 1970)
- Milton Ross, attore statunitense (Santa Clara, n. 1872 - Los Angeles, † 1941)
- Milton Selzer, attore statunitense (Lowell, n. 1918 - Oxnard, † 2006)
- Milton Sills, attore statunitense (Chicago, n. 1882 - Santa Barbara, † 1930)

## Batteristi(1)
- Milton Banana, batterista brasiliano (Rio de Janeiro, n. 1935 - Rio de Janeiro, † 1999)

## Calciatori(24)
- Milton Benítez, calciatore paraguaiano (Pedro Juan Caballero, n. 1986)
- Milton Pessanha, calciatore brasiliano (Campos dos Goytacazes, n. 1932 - Rio de Janeiro, † 1993)
- Milton Caraglio, calciatore argentino (Rosario, n. 1988)
- Milton Casco, calciatore argentino (María Grande, n. 1988)
- Milton Coimbra, calciatore boliviano (Santa Cruz de la Sierra, n. 1975)
- Milton da Cunha Mendonça, calciatore brasiliano (Rio de Janeiro, n. 1956 - Rio de Janeiro, † 2019)
- Milton Céliz, calciatore argentino (Gregorio de Laferrère, n. 1992)
- Milton Delgado, calciatore argentino (Rafael Castillo, n. 2005)
- Milton Flores, calciatore honduregno (La Lima, n. 1974 - San Pedro Sula, † 2003)
- Milton Giménez, calciatore argentino (Grand Bourg, n. 1996)
- Milton Gómez, ex calciatore uruguaiano
- Milton Karisa, calciatore ugandese (Jinja, n. 1995)
- Milton Kuelle, ex calciatore brasiliano (Porto Alegre, n. 1933)
- Milton Leyendeker, calciatore argentino (Maciel, n. 1998)
- Milton Luiz de Souza Filho, ex calciatore brasiliano (Curitiba, n. 1961)
- Milton Molina, calciatore salvadoregno (Metapán, n. 1989)
- Milton Núñez, ex calciatore honduregno (Sambo Creek, n. 1972)
- Milton Palacios, ex calciatore honduregno (La Ceiba, n. 1980)
- Milton Reyes, ex calciatore honduregno (Arenal, n. 1974)
- Milton Vicente Rodríguez, ex calciatore ecuadoriano (Guayaquil, n. 1954)
- Milton Rodríguez, ex calciatore colombiano (Cali, n. 1976)
- Milton Valenzuela, calciatore argentino (Rosario, n. 1998)
- Milton Viera, ex calciatore uruguaiano (n. 1946)
- Milton Álvarez, calciatore argentino (Munro, n. 1989)

## Cantanti(2)
- Milton Nascimento, cantante, compositore e chitarrista brasiliano (Rio de Janeiro, n. 1942)
- Roger Ridley, cantante e chitarrista statunitense (Contea di Lumpkin, n. 1948 - Los Angeles, † 2005)

## Cantautori(1)
- Mickey Newbury, cantautore statunitense (Houston, n. 1940 - Springfield, † 2002)

## Cestisti(10)
- Milton Barros, ex cestista angolano (Cacongo, n. 1984)
- Milton Setrini Júnior, ex cestista e allenatore di pallacanestro brasiliano (San Paolo, n. 1951)
- Milton Doyle, cestista statunitense (Chicago, n. 1993)
- Milton Santos Marques, ex cestista brasiliano (n. 1930)
- Milt Palacio, ex cestista e allenatore di pallacanestro statunitense (Los Angeles, n. 1978)
- Milton Scarón, ex cestista uruguaiano (Montevideo, n. 1936)
- Milt Schoon, cestista statunitense (Gary, n. 1922 - Janesville, † 2015)
- Milt Ticco, cestista e giocatore di baseball statunitense (Jenkins, n. 1922 - Greenville, † 2002)
- Milt Wagner, ex cestista e allenatore di pallacanestro statunitense (Camden, n. 1963)
- Milt Williams, ex cestista statunitense (Seattle, n. 1945)

## Chitarristi(1)
- Milton McDonald, chitarrista britannico (Londra, n. 1963)

## Clarinettisti(1)
- Mezz Mezzrow, clarinettista, sassofonista e direttore d'orchestra statunitense (Chicago, n. 1899 - Parigi, † 1972)

## Comici(2)
- Milton Berle, comico, attore e showman statunitense (New York, n. 1908 - Los Angeles, † 2002)
- Gummo Marx, comico, attore e imprenditore statunitense (New York, n. 1892 - Palm Springs, † 1977)

## Compositori(2)
- Milton Ager, compositore statunitense (Chicago, n. 1893 - † 1979)
- Milton Babbitt, compositore e matematico statunitense (Filadelfia, n. 1916 - Princeton, † 2011)

## Conduttori radiofonici(1)
- Milton William Cooper, conduttore radiofonico e scrittore statunitense (Long Beach, n. 1943 - Eagar, † 2001)

## Contrabbassisti(1)
- Milt Hinton, contrabbassista statunitense (Vicksburg, n. 1910 - Queens, † 2000)

## Coreografi(1)
- Michael Kidd, coreografo, ballerino e attore statunitense (New York, n. 1915 - Los Angeles, † 2007)

## Curatori editoriali(1)
- Milton Waldman, curatore editoriale statunitense (Cleveland, n. 1895 - Londra, † 1976)

## Direttori della fotografia(1)
- Milton R. Krasner, direttore della fotografia statunitense (New York, n. 1904 - Woodland Hills, † 1988)

## Economisti(1)
- Milton Friedman, economista statunitense (Brooklyn, n. 1912 - San Francisco, † 2006)

## Fisici(1)
- Milton S. Plesset, fisico statunitense (Pittsburgh, n. 1908 - † 1991)

## Fotografi(2)
- Milton Gendel, fotografo e critico d'arte statunitense (New York, n. 1918 - Roma, † 2018)
- Milton H. Greene, fotografo e produttore cinematografico statunitense (New York, n. 1922 - Los Angeles, † 1985)

## Fumettisti(2)
- Milton Caniff, fumettista statunitense (Hillsboro, n. 1907 - New York, † 1988)
- Bill Finger, fumettista e scrittore statunitense (Denver, n. 1914 - Manhattan, † 1974)

## Giocatori di football americano(4)
- Milt Morin, giocatore di football americano statunitense (Leominster, n. 1942 - Northampton, † 2010)
- Milt Plum, ex giocatore di football americano statunitense (Westville, n. 1935)
- Milton Romney, giocatore di football americano statunitense (Salt Lake City, n. 1899 - Little Rock, † 1975)
- Milton Williams, giocatore di football americano statunitense (Crowley, n. 1999)

## Golfisti(1)
- Tony Finau, golfista statunitense (Salt Lake City, n. 1989)

## Hockeisti su ghiaccio(1)
- Milt Schmidt, hockeista su ghiaccio e allenatore di hockey su ghiaccio canadese (Kitchener, n. 1918 - Westwood, † 2017)

## Imprenditori(2)
- Milton Bradley, imprenditore statunitense (Vienna, n. 1836 - Springfield, † 1911)
- Milton S. Hershey, imprenditore e filantropo statunitense (Derry Township, n. 1857 - Hershey, † 1945)

## Lottatori(1)
- Milton Whitehurst, lottatore statunitense (Baltimora, n. 1873 - Tampa, † 1953)

## Multiplisti(1)
- Milt Campbell, multiplista statunitense (Plainfield, n. 1933 - Gainesville, † 2012)

## Pistard(1)
- Milton Wynants, ex pistard e ciclista su strada uruguaiano (Paysandú, n. 1972)

## Pittori(2)
- Milton Avery, pittore statunitense (Altmar, n. 1885 - New York, † 1965)
- Milton Resnick, pittore ucraino (Bratslav, n. 1917 - New York, † 2004)

## Politici(2)
- Milton Latham, politico statunitense (Columbus, n. 1827 - New York City, † 1882)
- Milton Margai, politico sierraleonese (Freetown, n. 1895 - Gbamgbatok, † 1964)

## Predicatori(1)
- Milton George Henschel, predicatore statunitense (Pomona, n. 1920 - Brooklyn, † 2003)

## Psichiatri(1)
- Milton Erickson, psichiatra e psicoterapeuta statunitense (Aurum, n. 1901 - Phoenix, † 1980)

## Psicoanalisti(1)
- Milton Wexler, psicoanalista statunitense (San Francisco, n. 1908 - Santa Monica, † 2007)

## Rabbini(1)
- Milton Steinberg, rabbino, teologo e filosofo statunitense (Rochester, n. 1903 - New York, † 1950)

## Rapper(1)
- Big Pokey, rapper statunitense (Houston, n. 1977 - Beaumont, † 2023)

## Registi(2)
- Milton J. Fahrney, regista, sceneggiatore e attore statunitense (Dayton, n. 1872 - Sydney, † 1941)
- Milton Katselas, regista statunitense (Pittsburgh, n. 1933 - Los Angeles, † 2008)

## Sceneggiatori(1)
- Milton Nobles, sceneggiatore, romanziere e commediografo statunitense (Cincinnati, n. 1844 - New York, † 1924)

## Scrittori(3)
- Milton Bearden, scrittore e ex agente segreto statunitense
- Milton Hatoum, scrittore e giornalista brasiliano (Manaus, n. 1952)
- Milton Propper, scrittore statunitense (Pennsylvania, n. 1906 - † 1962)

## Trombettisti(1)
- Shorty Rogers, trombettista statunitense (Great Barrington, n. 1924 - Van Nuys, † 1994)

## Velocisti(1)
- Milton Campbell, ex velocista statunitense (Atlanta, n. 1976)

## Vibrafonisti(1)
- Milt Jackson, vibrafonista e compositore statunitense (Detroit, n. 1923 - New York, † 1999)

## Senza attività specificata(1)
- Milton Glaser, grafico, illustratore e insegnante statunitense (New York, n. 1929 - New York, † 2020)